# Каганович Марія Марківна
Марія Марківна Каганович, до шлюбу Приворотська (12 грудня 1894 — 1 листопада 1961) — українська політична діячка, дружина колишнього керівника УСРР, Генерального секретаря Комуністичної партії України, члена Політбюро ЦК КПРС, Лазара Кагановича.

## Біографічні дані
Народилася у 1894 році. Членкиня РСДРП з 1909 року. Трудове життя починала робітницею на трикотажних підприємствах. Брала участь в революційному русі. З 1909 р членкиня партії більшовиків. Належала до Дніпропетровського і Юзівського комітетів партії. Після Жовтневого заколоту працювала заступницею голови, головою міських комітетів компартії в Нижньому Новгороді та Воронежі, заступницею наркома соціального забезпечення Туркестану. Потім на партійній роботі в Гомелі, Ленінграді, Москві, Харкові. З 1931 р на виборній керівній роботі в радянських профспілках. Обиралася секретаркою ЦК профспілок працівників держустанов, головою ЦК профспілки робітників трикотажної промисловості, головою ЦК профспілки швейників. Опікувала дитячими будинками. Протягом багатьох років була депутаткою Московської Ради. 
За прямою вказівкою Кагановича під впливом його дружини були знесені найцінніші історичні Москви: Пам'ятники Храм Христа Спасителя, Іверські ворота з каплицею, Китайгородська стіна, Сухарева вежа, будинки, де народилися О. С. Пушкін і М. Ю. Лермонтов, і багато ін.
З 1958 року персональна пенсіонерка союзного значення. Сильно переживала зняття чоловіка з усіх посад в 1957 р. Прожила з ним 50 років. Померла після виключення його з лав КПРС 1 листопада 1961 року. Її дітям не дозволяли поховати матір поруч з родичами на Ново-дівочому кладовищі. Після звернення з цього приводу до М. С. Хрущова, за особистого дзвінка питання вирішили позитивно.

## Нагороди та відзнаки
- Орден Леніна
- Орден «Знак Пошани»